# هاروتیون کوشکیان
هاروتیون ماکسیمی کوشکیان (Հարություն Մաքսիմի Քուշկյան؛ زادهٔ ۱۴ آوریل ۱۹۵۶) یک پزشک، و سیاستمدار اهل ارمنستان است که از تاریخ ۷ ژوئن ۲۰۰۷ تا تاریخ ۱۶ ژوئن ۲۰۱۲ در دولت تیگران سارگسیان سمت وزیر بهداشت ارمنستان را بر عهده داشت. وی همچنین نماینده دوره اول مجلس ملی جمهوری ارمنستان بود. وی از تاریخ ۱۴ مارس ۲۰۱۴ سمت وزیر بهداشت جمهوری آرتساخ را بر عهده دارد.

## زندگی‌نامه
در ۱۴ آوریل ۱۹۵۶ در ایروان به دنیا آمد. آلینا کوشکیان خواهر وی می‌باشد. و از دانشگاه پزشکی دولتی ایروان فارغ‌التحصیل شد. وی همچنین برنده مدال مخیتار هراتسی شده‌است.